# Balón de Oro 1984
La edición de 1984 del Balón de Oro, 29.ª edición del premio de fútbol creado por la revista francesa France Football, fue ganada por el francés Michel Platini (Juventus).
El jurado estuvo compuesto por 26 periodistas especializados, de cada una de las siguientes asociaciones miembros de la UEFA: Alemania Occidental, Alemania Oriental, Austria, Bélgica, Bulgaria, Checoslovaquia, Dinamarca, Escocia, España, Finlandia, Francia, Grecia, Hungría, Inglaterra, Irlanda, Italia, Luxemburgo, Países Bajos, Polonia, Portugal, Rumanía, Suecia, Suiza, Turquía, Unión Soviética y Yugoslavia.

El resultado de la votación fue publicado en el número 2020 de France Football, el 25 de diciembre de 1984.

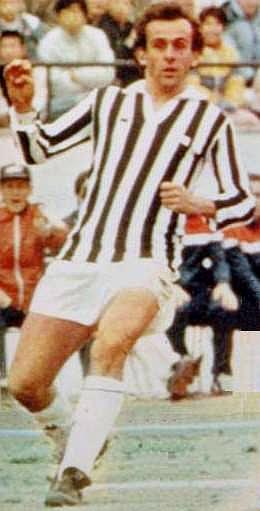
Michel Platini.

## Sistema de votación
Cada uno de los miembros del jurado elige a los que a su juicio son los cinco mejores futbolistas europeos. El jugador elegido en primer lugar recibe cinco puntos, el elegido en segundo lugar cuatro puntos y así sucesivamente.
De esta forma, se repartieron 390 puntos, siendo 130 el máximo número de puntos que podía obtener cada jugador (en caso de que los 26 miembros del jurado le asignaran cinco puntos).

## Clasificación final
| Puesto | Jugador               | Equipo                         | Votos | Votos | Votos | Votos | Votos | Votos | Puntos |
| Puesto | Jugador               | Equipo                         | 1º    | 2º    | 3º    | 4º    | 5º    | Total | Puntos |
| ------ | --------------------- | ------------------------------ | ----- | ----- | ----- | ----- | ----- | ----- | ------ |
| 1º     | Michel Platini        | Juventus                       | 24    | 2     |       |       |       | 26    | 128    |
| 2º     | Jean Tigana           | Girondins Burdeos              | 1     | 8     | 5     | 2     | 1     | 17    | 57     |
| 3º     | Preben Elkjær Larsen  | Lokeren / Verona               |       | 4     | 6     | 7     |       | 17    | 48     |
| 4º     | Ian Rush              | Liverpool                      | 1     | 5     | 4     | 2     | 3     | 15    | 44     |
| 5º     | Fernando Chalana      | Benfica / Girondins Burdeos    |       | 1     | 3     | 2     | 1     | 7     | 18     |
| 6º     | Graeme Souness        | Liverpool / Sampdoria          |       | 3     | 1     |       | 1     | 5     | 16     |
| 7º     | Harald Schumacher     | Colonia                        |       |       | 1     | 3     | 3     | 7     | 12     |
| 8º     | Karl-Heinz Rummenigge | Bayern Múnich / Inter de Milán |       | 1     | 1     | 1     | 1     | 4     | 10     |
| 9º     | Alain Giresse         | Girondins Burdeos              |       |       | 1     | 2     | 2     | 5     | 9      |
| 10º    | Bryan Robson          | Manchester United              |       |       | 1     | 1     | 2     | 4     | 7      |
| 11º    | Bernd Schuster        | Barcelona                      |       | 1     |       |       | 2     | 3     | 6      |
| 12º    | Enzo Scifo            | Anderlecht                     |       | 1     |       |       | 1     | 2     | 5      |
|        | Maxime Bossis         | Nantes                         |       |       | 1     |       | 2     | 3     | 5      |
| 14º    | Klaus Allofs          | Colonia                        |       |       | 1     |       |       | 1     | 3      |
|        | Antonio Cabrini       | Juventus                       |       |       | 1     |       |       | 1     | 3      |
|        | Hans-Peter Briegel    | Kaiserslautern / Verona        |       |       |       | 1     | 1     | 2     | 3      |
|        | Rui Jordão            | Sporting Lisboa                |       |       |       | 1     | 1     | 2     | 3      |
| 18º    | Paul McStay           | Celtic Glasgow                 |       |       |       | 1     |       | 1     | 2      |
|        | Jesper Olsen          | Ajax / Manchester United       |       |       |       | 1     |       | 1     | 2      |
|        | Morten Olsen          | Anderlecht                     |       |       |       | 1     |       | 1     | 2      |
|        | Gordon Strachan       | Aberdeen / Manchester United   |       |       |       | 1     |       | 1     | 2      |
| 22º    | Rinat Dasáyev         | Spartak Moscú                  |       |       |       |       | 1     | 1     | 1      |
|        | Mark Hateley          | Portsmouth / Milan             |       |       |       |       | 1     | 1     | 1      |
|        | Silviu Lung           | Universitatea Craiova          |       |       |       |       | 1     | 1     | 1      |
|        | Antonio Maceda        | Sporting Gijón                 |       |       |       |       | 1     | 1     | 1      |
|        | Torbjörn Nilsson      | Kaiserslautern / IFK Göteborg  |       |       |       |       | 1     | 1     | 1      |

## Curiosidades
- Michel Platini gana el Balón de Oro con el mayor porcentaje de votos de todas las ediciones.